# Trèves (Roine)
Trèves és un municipi francès situat al departament del Roine i a la regió d'Alvèrnia-Roine-Alps. L'any 2007 tenia 692 habitants.

## Demografia

### Població
El 2007 la població de fet de Trèves era de 692 persones. Hi havia 240 famílies de les quals 40 eren unipersonals (16 homes vivint sols i 24 dones vivint soles), 64 parelles sense fills, 116 parelles amb fills i 20 famílies monoparentals amb fills.
La població ha evolucionat segons el següent gràfic:
Habitants censats

### Habitatges
El 2007 hi havia 260 habitatges, 239 eren l'habitatge principal de la família, 6 eren segones residències i 15 estaven desocupats. 244 eren cases i 16 eren apartaments. Dels 239 habitatges principals, 207 estaven ocupats pels seus propietaris, 26 estaven llogats i ocupats pels llogaters i 6 estaven cedits a títol gratuït; 10 tenien dues cambres, 30 en tenien tres, 80 en tenien quatre i 119 en tenien cinc o més. 205 habitatges disposaven pel capbaix d'una plaça de pàrquing. A 65 habitatges hi havia un automòbil i a 164 n'hi havia dos o més.

### Piràmide de població
La piràmide de població per edats i sexe el 2009 era:
| Homes | Edats   | Dones |
| ----- | ------- | ----- |
| 0     | 95 o +  | 0     |
| 0     | 90 a 94 | 0     |
| 0     | 85 a 89 | 4     |
| 4     | 80 a 84 | 4     |
| 8     | 75 a 79 | 4     |
| 4     | 70 a 74 | 4     |
| 8     | 65 a 69 | 16    |
| 8     | 60 a 64 | 4     |
| 16    | 55 a 59 | 0     |
| 16    | 50 a 54 | 20    |
| 28    | 45 a 49 | 24    |
| 20    | 40 a 44 | 24    |
| 20    | 35 a 39 | 12    |
| 28    | 30 a 34 | 28    |
| 16    | 25 a 29 | 20    |
| 16    | 20 a 24 | 12    |
| 16    | 15 a 19 | 16    |
| 36    | 10 a 14 | 32    |
| 24    | 5 a 9   | 24    |
| 12    | 0 a 4   | 20    |

## Economia
El 2007 la població en edat de treballar era de 467 persones, 346 eren actives i 121 eren inactives. De les 346 persones actives 333 estaven ocupades (188 homes i 145 dones) i 13 estaven aturades (3 homes i 10 dones). De les 121 persones inactives 41 estaven jubilades, 40 estaven estudiant i 40 estaven classificades com a «altres inactius».

### Ingressos
El 2009 a Trèves hi havia 243 unitats fiscals que integraven 703 persones, la mediana anual d'ingressos fiscals per persona era de 19.689 €.

### Activitats econòmiques
Dels 18 establiments que hi havia el 2007, 3 eren d'empreses de fabricació d'altres productes industrials, 5 d'empreses de construcció, 4 d'empreses de comerç i reparació d'automòbils, 1 d'una empresa de transport, 4 d'empreses de serveis i 1 d'una empresa classificada com a «altres activitats de serveis».
Dels 5 establiments de servei als particulars que hi havia el 2009, 1 era un paleta, 3 fusteries i 1 lampisteria.
L'any 2000 a Trèves hi havia 12 explotacions agrícoles que ocupaven un total de 192 hectàrees.

## Equipaments sanitaris i escolars
El 2009 hi havia una escola elemental.

## Poblacions més properes
El següent diagrama mostra les poblacions més properes.